# Ranton
Pour l’article homonyme, voir Ranton (Angleterre).
Ranton est une commune du Centre-Ouest de la France, située dans le département de la Vienne (région Nouvelle-Aquitaine).

## Géographie

### Localisation
À l'extrême nord-ouest du département de la Vienne, la commune de Ranton est limitrophe des Deux-Sèvres (commune de Pas-de-Jeu).

### Communes limitrophes
| Curçay-sur-Dive          |            |          |
|                          | Ranton     | Glénouze |
| Pas-de-Jeu (Deux-Sèvres) | Saint-Laon |          |

### Géologie et relief
La région de Ranton  présente un paysage de plaines vallonnées plus ou moins boisées et de champs ouverts. Le terroir se compose :
- pour 11 % de vallées tourbeuses,
- pour moins de 1 % de terrasses alluviales calcaires de la Charente,
- pour 45 % de calcaire sableux et pour 2 % de tuffeau jaune sur les collines et les dépressions sableuses des bordures du Bassin parisien,
- pour 19 % de champagnes ou aubues (sols gris clair, argilo-limoneux, sur craie et donc calcaires)
- et pour 23 % de tuffeau blanc sur les autres collines.

En 2006, 90,4 % de la superficie de la commune était occupée par l'agriculture, 3,3 % par des forêts et des milieux semi-naturels, et 5,4 % par des zones construites et aménagées par l'homme (voirie).

### Hydrographie
Elle est arrosée au sud-ouest par un sous-affluent de la Loire, la Dive, longée à moins de 300 mètres par l'ancien canal de la Dive.

### Climat
Pour des articles plus généraux, voir Climat de la Nouvelle-Aquitaine et Climat de la Vienne.
Historiquement, la commune est exposée à un climat océanique du nord-ouest.  
En 2020, Météo-France publie une typologie des climats de la France métropolitaine dans laquelle la commune est exposée à un climat océanique altéré et est dans la région climatique  Moyenne vallée de la Loire, caractérisée par une bonne insolation (1 850 h/an) et un été peu pluvieux.
Pour la période 1971-2000, la température annuelle moyenne est de 11,7 °C, avec une amplitude thermique annuelle de 14,9 °C. Le cumul annuel moyen de précipitations est de 654 mm, avec 11 jours de précipitations en janvier et 6,3 jours en juillet. Pour la période 1991-2020, la température moyenne annuelle observée sur la station météorologique la plus proche, située sur la commune de Loudun à 8,55 km à vol d'oiseau, est de 0,0 °C et le cumul annuel moyen de précipitations est de 0,0 mm,. Pour l'avenir, les paramètres climatiques de la commune estimés pour 2050 selon différents scénarios d’émission de gaz à effet de serre sont consultables sur un site dédié publié par Météo-France en novembre 2022.

### Voies de communication et transports
Le bourg de Ranton est traversé par la route départementale 19 et se situe en distances orthodromiques, neuf kilomètres à l'ouest de Loudun et quinze à l'est de Thouars. La commune est également desservie par les routes départementales 57 au nord-est et 59 au sud-est.

## Urbanisme

### Typologie
Au 1er janvier 2024, Ranton est catégorisée commune rurale à habitat dispersé, selon la nouvelle grille communale de densité à sept niveaux définie par l'Insee en 2022.
Elle est située hors unité urbaine. Par ailleurs la commune fait partie de l'aire d'attraction de Loudun, dont elle est une commune de la couronne,. Cette aire, qui regroupe 25 communes, est catégorisée dans les aires de moins de 50 000 habitants,.

### Occupation des sols
L'occupation des sols de la commune, telle qu'elle ressort de la base de données européenne d’occupation biophysique des sols Corine Land Cover (CLC), est marquée par l'importance des territoires agricoles (91,1 % en 2018), une proportion sensiblement équivalente à celle de 1990 (91,2 %). La répartition détaillée en 2018 est la suivante : 
terres arables (78,3 %), prairies (8,8 %), zones urbanisées (5,8 %), zones agricoles hétérogènes (4 %), forêts (3 %). L'évolution de l’occupation des sols de la commune et de ses infrastructures peut être observée sur les différentes représentations cartographiques du territoire : la carte de Cassini (XVIIIe siècle), la carte d'état-major (1820-1866) et les cartes ou photos aériennes de l'IGN pour la période actuelle (1950 à aujourd'hui).

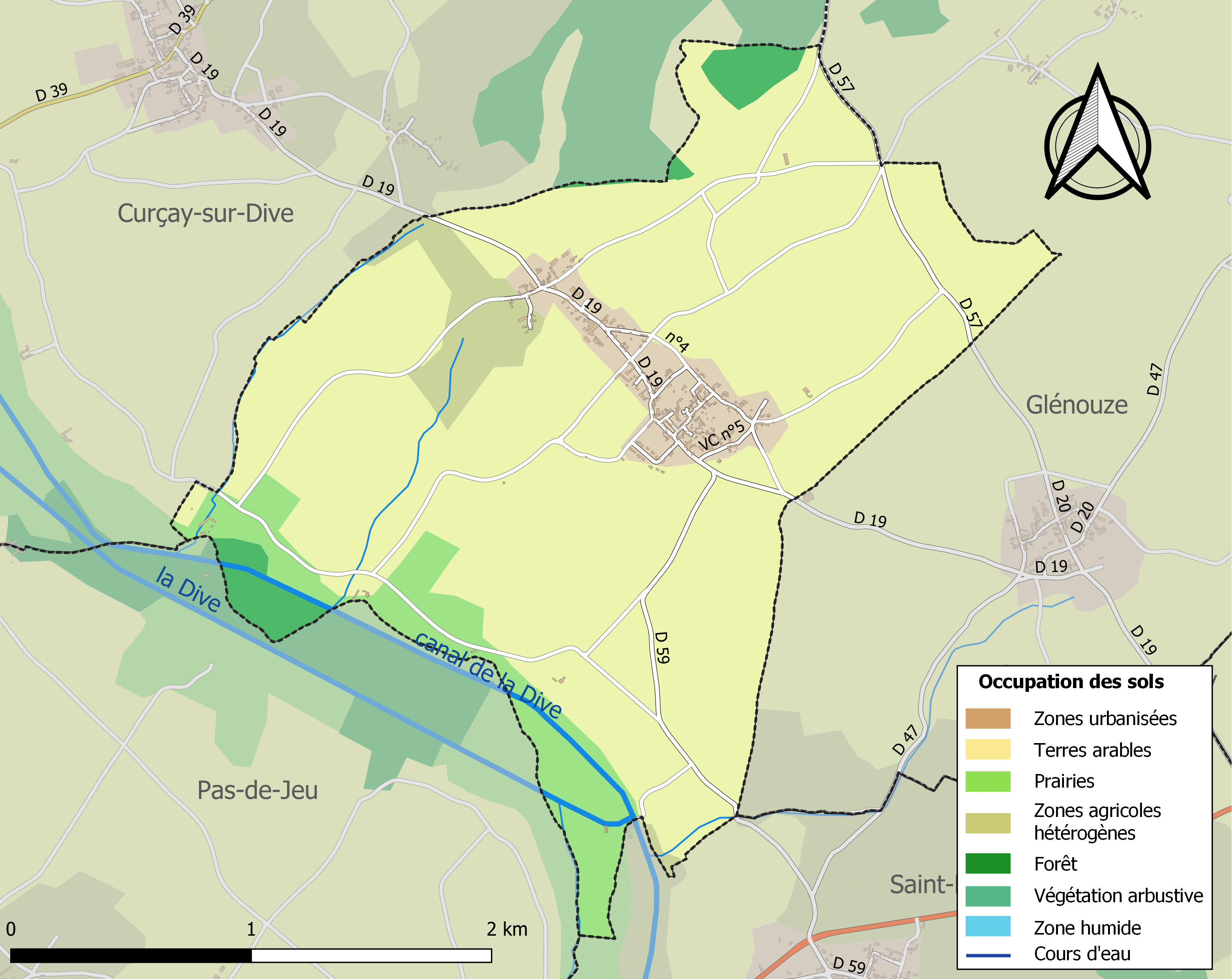
Carte des infrastructures et de l'occupation des sols de la commune en 2018 (CLC).

### Risques majeurs
Le territoire de la commune de Ranton est vulnérable à différents aléas naturels : météorologiques (tempête, orage, neige, grand froid, canicule ou sécheresse), inondations, feux de forêts, mouvements de terrains et séisme (sismicité modérée). Il est également exposé à un risque technologique, le transport de matières dangereuses. Un site publié par le BRGM permet d'évaluer simplement et rapidement les risques d'un bien localisé soit par son adresse soit par le numéro de sa parcelle.

#### Risques naturels
Certaines parties du territoire communal sont susceptibles d’être affectées par le risque d’inondation par débordement de cours d'eau, notamment la Dive et le canal de la Dive. La commune a été reconnue en état de catastrophe naturelle au titre des dommages causés par les inondations et coulées de boue survenues en 1982, 1999 et 2010,.
Ranton est exposée au risque de feu de forêt. En 2014, le deuxième plan départemental de protection des forêts contre les incendies (PDPFCI) a été adopté pour la période 2015-2024. Les obligations légales de débroussaillement dans le département sont définies dans un arrêté préfectoral du 29 mai 2015,, celles relatives à l'emploi du feu et au brûlage des déchets verts le sont dans un arrêté permanent du 24 mai 2015,.

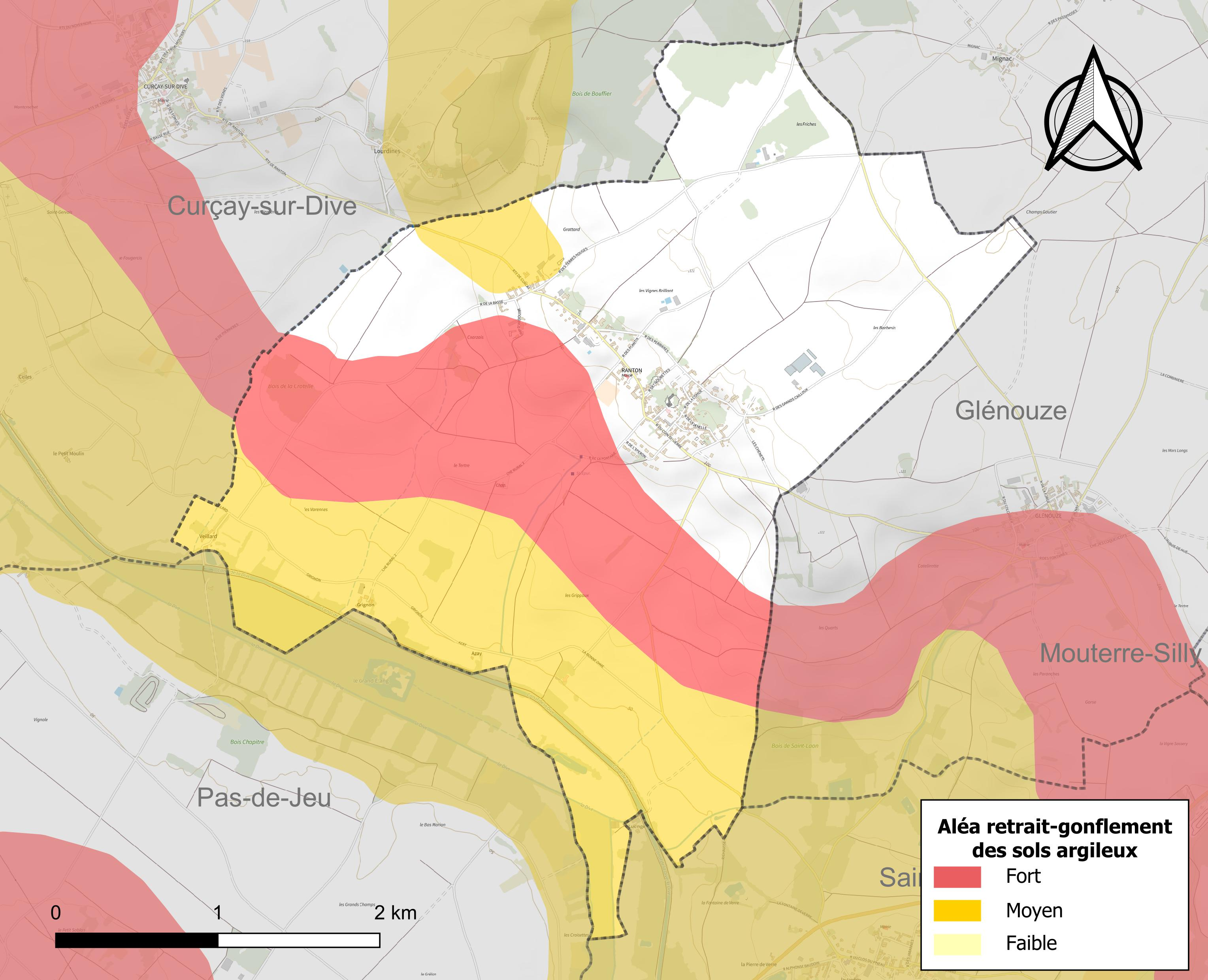
Carte des zones d'aléa retrait-gonflement des sols argileux de Ranton.

Les mouvements de terrains susceptibles de se produire sur la commune sont des affaissements et effondrements liés aux cavités souterraines (hors mines) et des tassements différentiels. Afin de mieux appréhender le risque d’affaissement de terrain, un inventaire national permet de localiser les éventuelles cavités souterraines sur la commune. Le retrait-gonflement des sols argileux est susceptible d'engendrer des dommages importants aux bâtiments en cas d’alternance de périodes de sécheresse et de pluie. 54 % de la superficie communale est en aléa moyen ou fort (79,5 % au niveau départemental et 48,5 % au niveau national). Depuis le 1er octobre 2020, en application de la loi ÉLAN, différentes contraintes s'imposent aux vendeurs, maîtres d'ouvrages ou constructeurs de biens situés dans une zone classée en aléa moyen ou fort,.
La commune a été reconnue en état de catastrophe naturelle au titre des dommages causés par des mouvements de terrain en 1999 et 2010.

## Toponymie
Le nom du village proviendrait de l'anthroponyme latin Anto.

## Histoire
Comme le reste de la France, Ranton accueille favorablement les avancées de la Révolution française. Elle plante ainsi son arbre de la liberté, symbole de la Révolution. Il devient le lieu de ralliement de toutes les fêtes et des principaux événements révolutionnaires. Mais le curé de la paroisse l’abat, et est condamné à mort pour cela (1794).
La tradition des arbres de la liberté perdure :
- en 1919, un ormeau est planté aux Grands Cailloux, pour célébrer la victoire de la République et du droit des peuples lors de la Première Guerre mondiale. Il meurt en 1967 ;
- en 1944, pour fêter la Libération de Paris, un autre ormeau est planté au même endroit, mais est arraché par la tempête[29].

En 1989 un érable est planté par la municipalité de Ranton au lieu-dit la Fontaine de Ranton pour célébrer le bicentenaire de la Révolution française, une bouteille cachetée contenant la liste des conseillers municipaux est enterrée au pied de cet arbre.

## Politique et administration

### Liste des maires
| Période   | Période   | Identité         | Étiquette | Qualité |
| --------- | --------- | ---------------- | --------- | ------- |
| mars 1976 | mars 2001 | Serge Dutour     | -         |         |
| mars 2001 | mars 2008 | Pierre Méningand |           |         |
| mars 2008 | mars 2014 | Bernard Petit    |           |         |
| mars 2014 | En cours  | Pascal Brault    |           |         |

### Instances judiciaires et administratives
La commune relève du tribunal d'instance de Poitiers, du tribunal de grande instance de Poitiers, de la cour d'appel de Poitiers, du tribunal pour enfants de Poitiers, du conseil de prud'hommes de Poitiers, du tribunal de commerce de Poitiers, du tribunal administratif de Poitiers et de la cour administrative d'appel de Bordeaux, du tribunal des pensions de Poitiers, du tribunal des affaires de la Sécurité sociale de la Vienne, de la cour d’assises de la Vienne.

## Démographie
L'évolution du nombre d'habitants est connue à travers les recensements de la population effectués dans la commune depuis 1793. Pour les communes de moins de 10 000 habitants, une enquête de recensement portant sur toute la population est réalisée tous les cinq ans, les populations de référence des années intermédiaires étant quant à elles estimées par interpolation ou extrapolation. Pour la commune, le premier recensement exhaustif entrant dans le cadre du nouveau dispositif a été réalisé en 2007.

En 2022, la commune comptait 204 habitants, en évolution de +7,94 % par rapport à 2016 (Vienne : +0,6 %, France hors Mayotte : +2,11 %).
| 1793 | 1800 | 1806 | 1821 | 1831 | 1836 | 1841 | 1846 | 1851 |
| ---- | ---- | ---- | ---- | ---- | ---- | ---- | ---- | ---- |
| 408  | 525  | 552  | 427  | 413  | 434  | 447  | 443  | 442  |

| 1856 | 1861 | 1866 | 1872 | 1876 | 1881 | 1886 | 1891 | 1896 |
| ---- | ---- | ---- | ---- | ---- | ---- | ---- | ---- | ---- |
| 459  | 447  | 460  | 421  | 384  | 390  | 397  | 381  | 400  |

| 1901 | 1906 | 1911 | 1921 | 1926 | 1931 | 1936 | 1946 | 1954 |
| ---- | ---- | ---- | ---- | ---- | ---- | ---- | ---- | ---- |
| 379  | 381  | 360  | 329  | 349  | 313  | 299  | 292  | 296  |

| 1962 | 1968 | 1975 | 1982 | 1990 | 1999 | 2006 | 2007 | 2012 |
| ---- | ---- | ---- | ---- | ---- | ---- | ---- | ---- | ---- |
| 253  | 227  | 219  | 174  | 195  | 202  | 193  | 192  | 183  |

| 2017 | 2022 | - | - | - | - | - | - | - |
| ---- | ---- | - | - | - | - | - | - | - |
| 193  | 204  | - | - | - | - | - | - | - |

## Économie
Selon la direction régionale de l'Alimentation, de l'Agriculture et de la Forêt de Poitou-Charentes, il n'y a plus que huit exploitations agricoles en 2010 contre douze en 2000.
Les surfaces agricoles utilisées ont diminué et sont passées de 702 hectares en 2000 à 498 hectares en 2010. 55 % sont destinées à la culture des céréales (blé tendre essentiellement et un peu d'orge), 30 % pour les oléagineux (colza et tournesol), et 1 % pour les protéagineux.
Les élevages de volailles ont disparu au cours de cette décennie.

## Culture locale et patrimoine

### Lieux et monuments

#### Patrimoine civil
- Château de Ranton, érigé au XIVe siècle, entouré de douves sèches[35]. Sa porte d'entrée est flanquée de deux hautes tours à  mâchicoulis. Le château est protégé par une vaste enceinte octogonale avec des tours. Sa restauration débute après la Seconde Guerre mondiale, avec la vente du château à l'artiste sculpteur Dominique Piéchaud et à sa femme[36]. Le château est revendu en 1969.
- Musée paysan : son joyau est la « cave », une ancienne habitation troglodytique. En fait, chaque maison possède son propre labyrinthe de caves taillées dans le roc et consolidées par d'impressionnantes voûtes de pierre.
- Lavoir des Lourdines et lavoir de Saint-Martin.

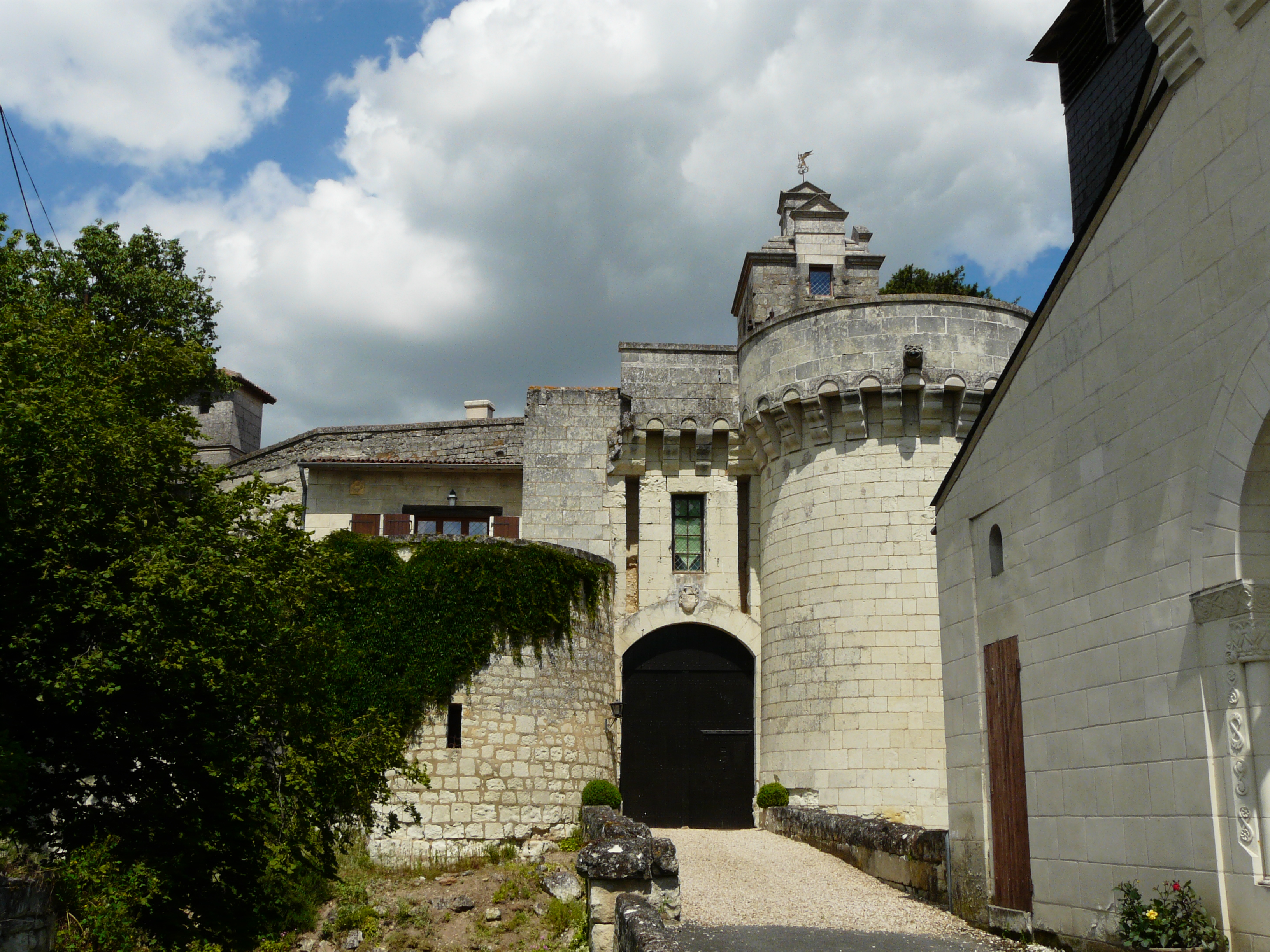
Le portail du château.
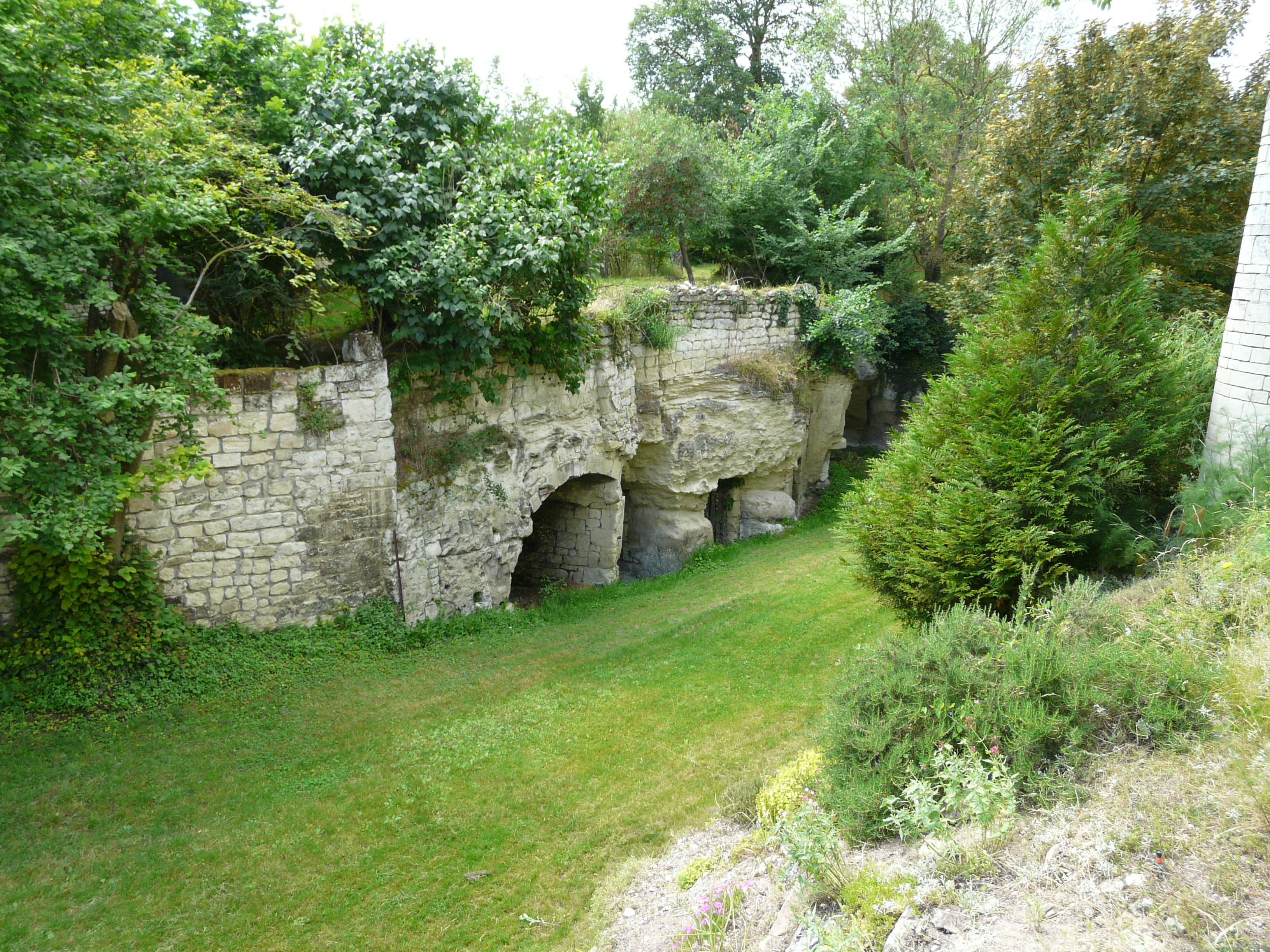
Les douves sèches du château.
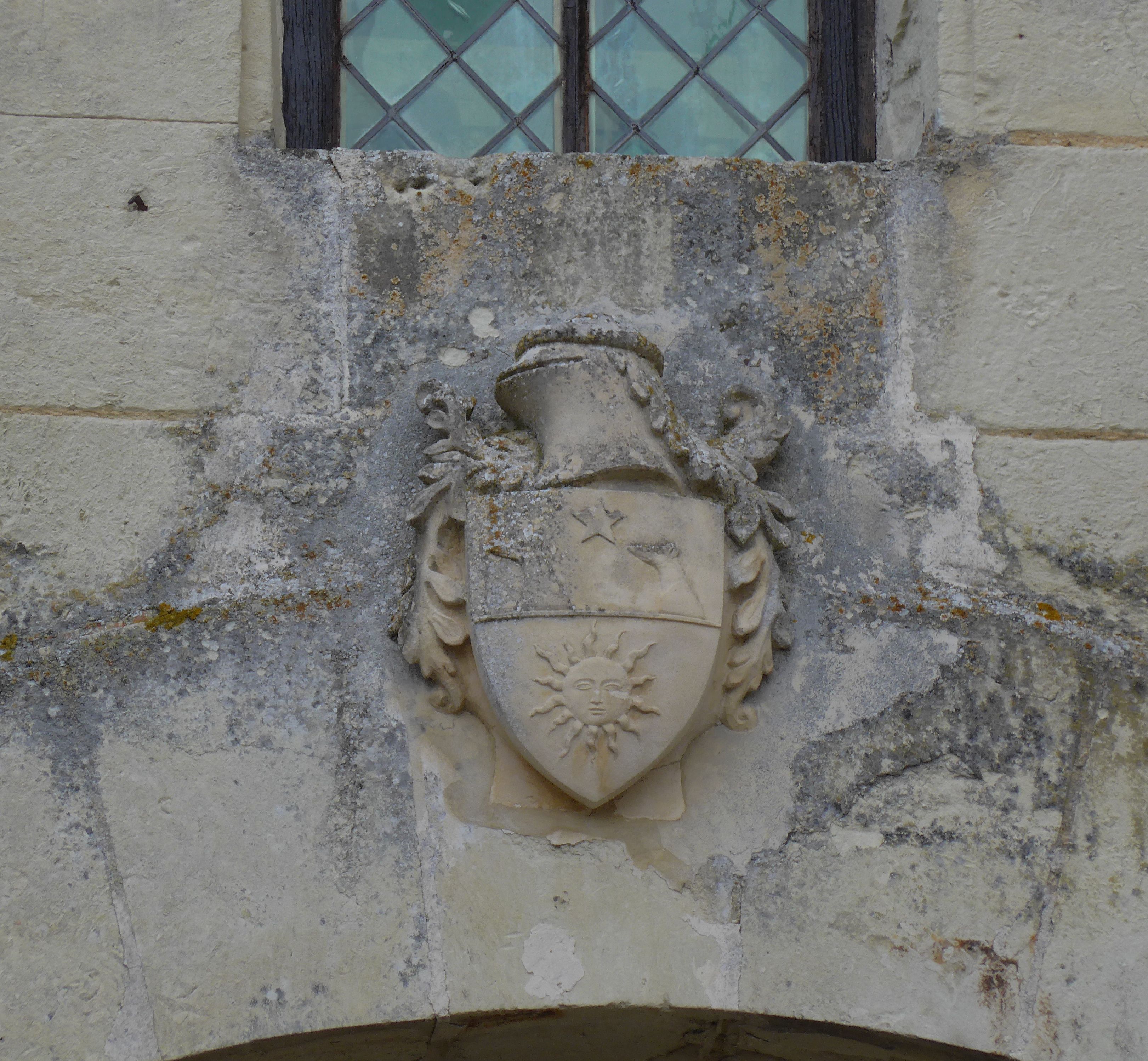
Les armoiries sculptées de la famille Piéchaud, devenues celles de la commune.

#### Patrimoine religieux
- Église Saint-Léonard dans le bourg. C'est l'ancienne chapelle du château. C'est un édifice en tuffeau, qui a été entièrement transformé au début du XXe siècle. Le clocher-mur est alors remplacé par le clocher actuel. De l'édifice roman, il ne reste, de nos jours, que le porche. La base de l'édifice date de l'époque carolingienne.
- Ancienne église paroissiale Saint-Martin, isolée à 500 mètres au sud-ouest du bourg. L'édifice est construit en tuffeau. La chapelle était longue à l'origine d'une trentaine de mètres. Mais elle a été raccourcie en 1925, l'édifice étant en trop mauvais état. Son clocher-mur abritait deux cloches à l'origine. Aujourd'hui, il n'en reste plus qu'une datée de 1541, baptisée en 1614.
- Église Notre-Dame-de-Pitié de Ranton qui était un lieu de pèlerinage important dans les années 1870. Elle est entièrement bâtie en tuffeau.

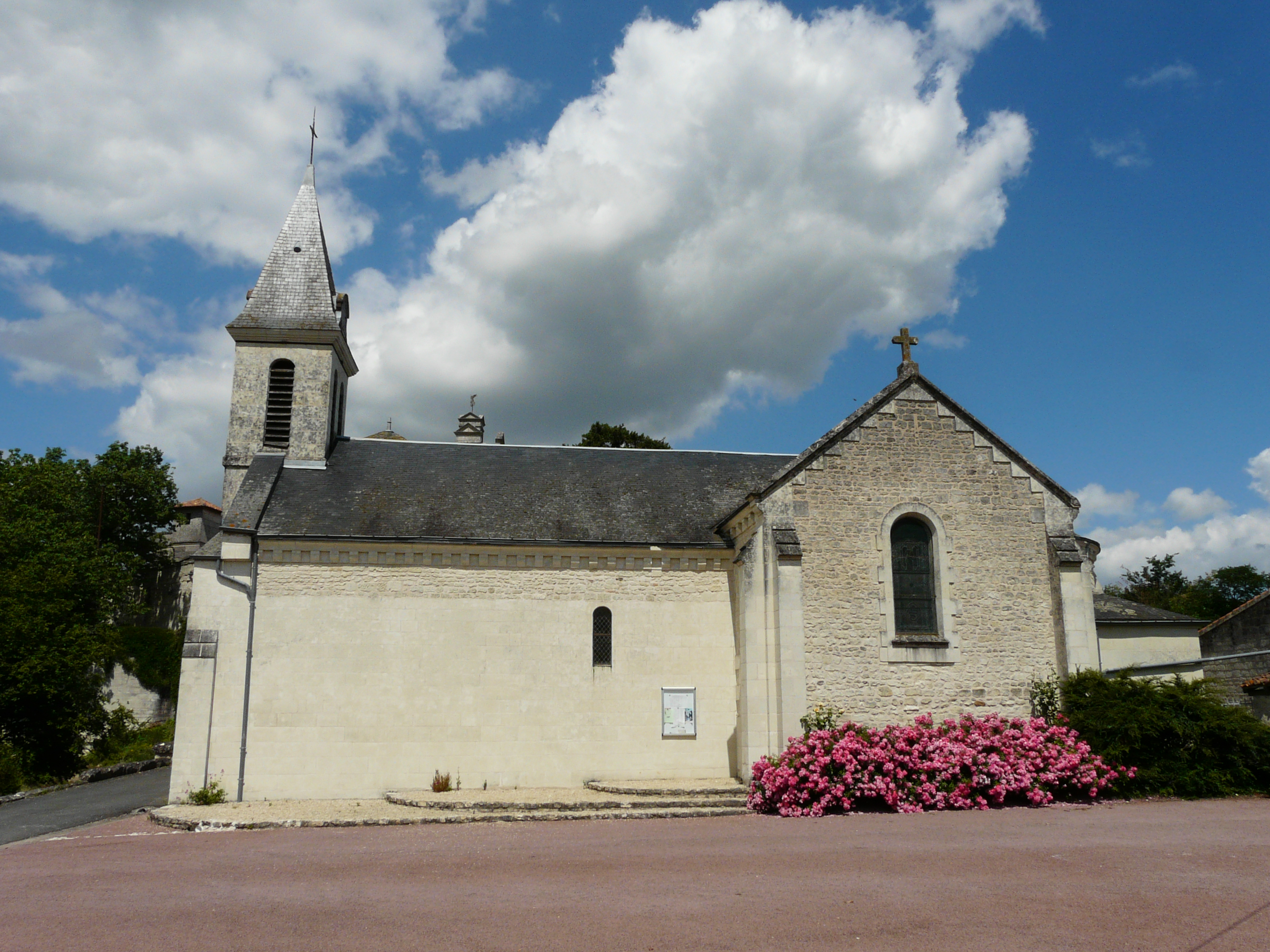
L'église Saint-Léonard.

#### Patrimoine naturel
- Un site est inscrit en tant que monument naturel : Le Village.
- Selon l'Inventaire des arbres remarquables de Poitou-Charentes[37], il y a deux arbres remarquables sur la commune qui sont un vieux cormier situé au lieu-dit les Vignes Briant[38],[39] et un noyer commun  situé au lieu-dit la Fontaine des Lourdines.
- Le vélo est notamment une pratique largement répandue grâce à la magnifique topographie offerte dans le secteur et la douceur des paysages divers et variés.

### Personnalités liées à la commune
- Dominique Piéchaud, artiste-sculpteur, médailleur, restaurateur du château de Ranton dans les années 1960[40]. Les armes de la famille Piéchaud sont devenues les armes de la commune.

### Héraldique
| Blason de Ranton | Blason  | Coupé : au 1er d'azur à deux têtes de lévrier coupées d'argent surmontées d'une étoile d'or, au 2e de gueules au soleil d'or.                          |
| Blason de Ranton | Détails | Ces armes sont celles de la famille Piéchaud de Combelle, ancienne propriétaire du château de Ranton. Le statut officiel du blason reste à déterminer. |